# Léon Herrmann
Léon Herrmann est un latiniste français né le 14 février 1889 à Reims et mort le 1er novembre 1984 à Coubert (Seine-et-Marne).
Ancien élève de l'École normale supérieure (promotion 1909 Lettres), agrégé des lettres (1912) et docteur ès lettres, il a été actif principalement en Belgique : il a occupé la chaire de littérature latine à l'Université libre de Bruxelles (de 1925 à 1959) et été également doyen de la Faculté de philosophie et lettres de cette université.
C'est, avec Marc-Antoine Kugener, l'un des fondateurs, en 1936, de la Société d'Études latines de Bruxelles et de la revue Latomus.

## Œuvre
Il se consacre d'abord à la littérature française du XVIIIe siècle (Fabre d'Églantine, Voltaire, Jean-Jacques Rousseau), mais se tourne pour ses thèses de doctorat, soutenues à la Sorbonne en 1924, vers le théâtre de Sénèque. Dès lors, malgré quelques articles intéressant la littérature française jusqu'en 1936, il sera d'abord un latiniste.
Ses publications touchent à tous les aspects de la latinité, avec une nette prédilection pour la poésie (Virgile, Horace, Catulle, Phèdre et les autres fabulistes, etc.) et pour les premiers temps du christianisme (saint Paul, l'Apocalypse de Jean, les chrétiens et l'incendie de Rome, etc.). Mais il écrit aussi sur Pétrone, Apulée, le Querolus, plus rarement sur des questions purement historiques. À partir de 1947 surtout, il rédige un nombre très important de comptes rendus d'ouvrages, qu'il fait paraître en général dans Latomus.

## Publications
La bibliographie exhaustive de ses travaux a été publiée en deux fois, d'abord, par les soins de R. Van Weddingen, dans le volume Hommages à Léon Herrmann (1960), pour la période 1914-1959, puis, par les soins de J. Dumortier-Bibauw, dans la revue Latomus, 46 (1987), pour la période 1960-1985.
Principaux ouvrages
- Le théâtre de Sénèque (thèse pour le doctorat ès lettres), Paris, Les Belles Lettres, 1924.
- Octavie, tragédie prétexte (thèse complémentaire pour le doctorat ès lettres), Paris, Les Belles Lettres, 1924.
- Sénèque, Tragédies, tome I (coll. des Universités de France), Paris, Les Belles Lettres, 1924.
- Sénèque, Tragédies, tome II (coll. des Universités de France), Paris, Les Belles Lettres, 1926.
- Œuvres complètes de Flavius Josèphe, traduites en français sous la direction de Théodore Reinach, tome IV, Antiquités judaïques, XVI-XX (en collab. avec Georges Mathieu), Paris, Leroux, 1929.
- Les Masques et les visages dans les Bucoliques de Virgile, Bruxelles, 1930.
- Du Golgotha au Palatin, Bruxelles, Lamertin, 1934.
- Querolus (Le Grognon), texte établi et traduit, Bruxelles, Demarez, 1937.
- Le Treizième apôtre, Bruxelles, Office de publicité, 1946.
- Phèdre et ses fables, Leyde, Brill, 1950.
- L'âge d'argent doré, Paris, Presses universitaires de France, 1951.
- Horace, Art poétique, édition et traduction, Bruxelles, coll. Latomus VII, 1951.
- Virgile, Bucoliques, édition et traduction, Bruxelles, coll. Latomus X, 1952.
- Horace, Épodes, édition et traduction, Bruxelles, coll. Latomus XIV, 1953.
- Douze poèmes d'exil de Sénèque et vingt-quatre poèmes de Pétrone, regroupés et traduits, Bruxelles, coll. Latomus XXII, 1955.
- Les deux livres de Catulle, regroupés et traduits, Bruxelles, coll. Latomus XXIX, 1957.
- Le second Lucilius, Bruxelles, coll. Latomus XXXIV, 1958.
- Perse, Satires, Bruxelles, coll. Latomus LIX, 1962.
- Les fables antiques de la broderie de Bayeux, Bruxelles, coll. Latomus LXIX, 1964.
- La Vision de Patmos, Bruxelles, coll. Latomus LXXVIII, 1965 (texte grec de l'Apocalypse, avec traduction française en regard).
- Avianus, Œuvres, Bruxelles, coll. Latomus XCVI, 1968.
- Chrestos. Témoignages païens et juifs sur le christianisme du premier siècle, Bruxelles, coll. Latomus CIX, 1970.
- Babrius et ses poèmes, Bruxelles, coll. Latomus CXXXV, 1973.
- Sénèque et les premiers chrétiens, Bruxelles, coll. Latomus CLXVII, 1979.
- L'Utopien et le lanternois : les pseudonymes et les cryptogrammes français de Thomas More et de Rabelais, Paris, Nizet, 1981.

## Hommages
Un recueil d'articles lui a été offert en 1960 par ses amis et disciples : Hommages à Léon Herrmann (coll. Latomus, XLIV), Bruxelles, 1960, 804 p. Il comprend une bibliographie de ses travaux (861 items, en comptant les comptes rendus) et 84 articles.